# Markku Alén
Markku Alén (Helsinki, Finska, 15. veljače 1951.) finski je umirovljeni reli-vozač.
Alén iako nikada svjetski prvak u reliju, 1978. je osvojio FIA kup za vozače, natjecanje iz kojeg je sljedeće godine nastalo natjecanje za svjetskog prvaka u reliju. Markku Alén natjecao se u utrkama Svjetskog prvenstva u reliju (WRC) od 1973. do 2001. godine, ukupno je zabilježio 129 nastupa, od toga 19 pobjeda, dok se 56 puta uspinjao na pobjedničko postolje.
Najbliže naslovu je došao 1986., kada je prvak bio 11 dana. Naime te godine zbog žalbe momčadi Peugeota, naknadno su poništeni bodovi iz utrke u Sanremu koju je Alén, dobio te je titula prešla u ruke Juhe Kankkunena. 
Na svome prvom nastupu u WRC utrkama 1973. na Reliju Finska, zauzeo je drugo mjesto. 